# هانس-یواخیم هانمان
هانس-یواخیم هانمان (آلمانی: Hans-Joachim Hannemann؛ ۵ آوریل ۱۹۱۵ – ۶ مارس ۱۹۸۹) قایقران روئینگ اهل آلمان بود.
وی در مسابقات کشوری و بین‌المللی در مجموع برندهٔ ۱ مدال طلا، ۱ مدال برنز شده‌است.